# Regenwalder Bahnen
|                                                                     |      |                                     |                                     |
| Kopfbahnhof Streckenanfang (Strecke außer Betrieb)                  | 0,0  | Labes Landesbahn                    | Łobez                               |
| Haltepunkt / Haltestelle (Strecke außer Betrieb)                    | 1,5  | Labes Süd                           | Łobez                               |
| Haltepunkt / Haltestelle (Strecke außer Betrieb)                    | 2,7  | Landgestüt                          | Łobez Świętoborz                    |
| Bahnhof (Strecke außer Betrieb)                                     | 5,3  | Unheim                              | Unimie                              |
| Bahnhof (Strecke außer Betrieb)                                     | 8,0  | Dübzow                              | Dobieszewo                          |
| Bahnhof (Strecke außer Betrieb)                                     | 10,6 | Reckow                              | Rekowo                              |
| Bahnhof (Strecke außer Betrieb)                                     | 11,9 | Zeitlitz                            | Siedlice                            |
| Bahnhof (Strecke außer Betrieb)                                     | 16,5 | Silligsdorf                         | Sielsko                             |
| Bahnhof (Strecke außer Betrieb)                                     | 20,0 | Schwerin (Kreis Regenwalde)         | Zwierzynek                          |
| Bahnhof (Strecke außer Betrieb)                                     | 20,7 | Meesow                              | Mieszewo                            |
| Abzweig geradeaus und nach rechts (Strecke außer Betrieb)           |      | nach Regenwalde                     | nach Regenwalde                     |
| Dienststation / Betriebs- oder Güterbahnhof (Strecke außer Betrieb) | 21,6 | Ucklaytal Ladestelle                | Ucklaytal Ladestelle                |
| Grenze (Strecke außer Betrieb)                                      |      | Kreisgrenze Regenwalde/Naugard      | Kreisgrenze Regenwalde/Naugard      |
| Bahnhof (Strecke außer Betrieb)                                     | 24,1 | Carolinenhöhe                       | Karniszyn                           |
| Haltepunkt / Haltestelle (Strecke außer Betrieb)                    | 27,0 | Daber Freiheit                      | Dobra                               |
| Bahnhof (Strecke außer Betrieb)                                     | 27,5 | Daber Süd                           | Dobra                               |
| Strecke (außer Betrieb)                                             |      | Saatziger Kleinbahnen nach Stargard | Saatziger Kleinbahnen nach Stargard |
|                                                                     |      | Naugarder Bahnen nach Naugard       |                                     |

|                                                                     |      |                                  |                                  |
| Kopfbahnhof Streckenanfang (Strecke außer Betrieb)                  | 0,0  | Regenwalde Nord Landesbahn       | Resko                            |
| Abzweig geradeaus und nach links (Strecke außer Betrieb)            |      | Kolberger Kleinbahn nach Kolberg | Kolberger Kleinbahn nach Kolberg |
| Bahnhof (Strecke außer Betrieb)                                     | 3,5  | Niederhagen                      | Lubień Dolny                     |
| Bahnhof (Strecke außer Betrieb)                                     | 5,3  | Oberhagen                        | Lubień Gorny                     |
| Bahnhof (Strecke außer Betrieb)                                     | 6,8  | Dorow                            | Dorowo                           |
| Bahnhof (Strecke außer Betrieb)                                     | 9,8  | Karnitz bei Regenwalde           | Karnice                          |
| Haltepunkt / Haltestelle (Strecke außer Betrieb)                    | 10,7 | Groß Raddow Ziegelei             | Radowo Wielkie                   |
| Bahnhof (Strecke außer Betrieb)                                     | 12,6 | Groß Raddow                      | Radowo Wielkie                   |
| Bahnhof (Strecke außer Betrieb)                                     | 14,6 | Wolkow                           | Wolkowo                          |
| Bahnhof (Strecke außer Betrieb)                                     | 15,5 | Justemin                         | Gostomin                         |
| Dienststation / Betriebs- oder Güterbahnhof (Strecke außer Betrieb) | 18,6 | Sallmow                          | Żelmowo                          |
| Bahnhof (Strecke außer Betrieb)                                     | 20,3 | Hoffelde                         | Dargomyśl                        |
| Haltepunkt / Haltestelle (Strecke außer Betrieb)                    | 23,3 | Meesow Vorwerk                   | Mieszewo                         |
| Abzweig geradeaus und von rechts (Strecke außer Betrieb)            |      | von Daber                        | von Daber                        |
| Bahnhof (Strecke außer Betrieb)                                     | 25,2 | Meesow                           | Mieszewo                         |
| Strecke (außer Betrieb)                                             |      | nach Labes                       | nach Labes                       |

Als Regenwalder Bahnen werden die schmalspurigen Strecken bezeichnet, die von den Regenwalder Kleinbahnen AG  errichtet und 1940 in die Pommerschen Landesbahnen eingebracht worden sind.

## Geschichte
Der hinterpommersche Landkreis Regenwalde wurde 1859 durch die Berlin-Stettiner Eisenbahn-Gesellschaft mit der Strecke Stargard–Köslin erschlossen, an der auch die Kreisstadt Labes lag. Der Norden des Kreises und die Stadt Regenwalde erhielten erst in den achtziger und neunziger Jahren des 19. Jahrhunderts einen Bahnanschluss. Damals begann auch die zusätzliche Erschließung des Kreisgebietes durch Schmalspurbahnen.
Während die Kolberger Kleinbahnen AG von Norden her bereits 1895 eine Strecke nach Regenwalde eröffneten, nahmen die am 5. Februar 1895 gegründeten Regenwalder Kleinbahnen AG im Jahr darauf am 26. Juli 1896 die 27 Kilometer lange Strecke Labes–Meesow–Sallmow in Betrieb, von der in Meesow ein sieben Kilometer langer Zweig nach Daber im Landkreis Naugard abging, wo ein Gemeinschaftsbahnhof mit den Saatziger Kleinbahnen angelegt wurde.
Zehn Jahre später – am 18. November 1907 – wurde die 19 km lange Lücke zwischen Sallmow und Regenwalde geschlossen. Damit hatte das meterspurige Netz der Regenwalder Kleinbahnen einen Umfang von 52,7 Kilometern erreicht, davon lagen fünf Kilometer im Kreis Naugard. Andererseits bestand im Kleinbahnhof Regenwalde Nord Anschluss an das schmalspurige Netz der Kolberger Kleinbahnen, von dem sich fast 30 Kilometer Strecken im Kreis Regenwalde befanden.
1912 wurde die normalspurige Strecke der Naugarder Bahnen vom bisherigen Endpunkt Daber Nord zum Bahnhof Daber Süd verlängert, so dass dort eine Übergabe von Normalspurwagen möglich war, Rollbockverkehr gab es bis zum Bahnhof Daber Freiheit.

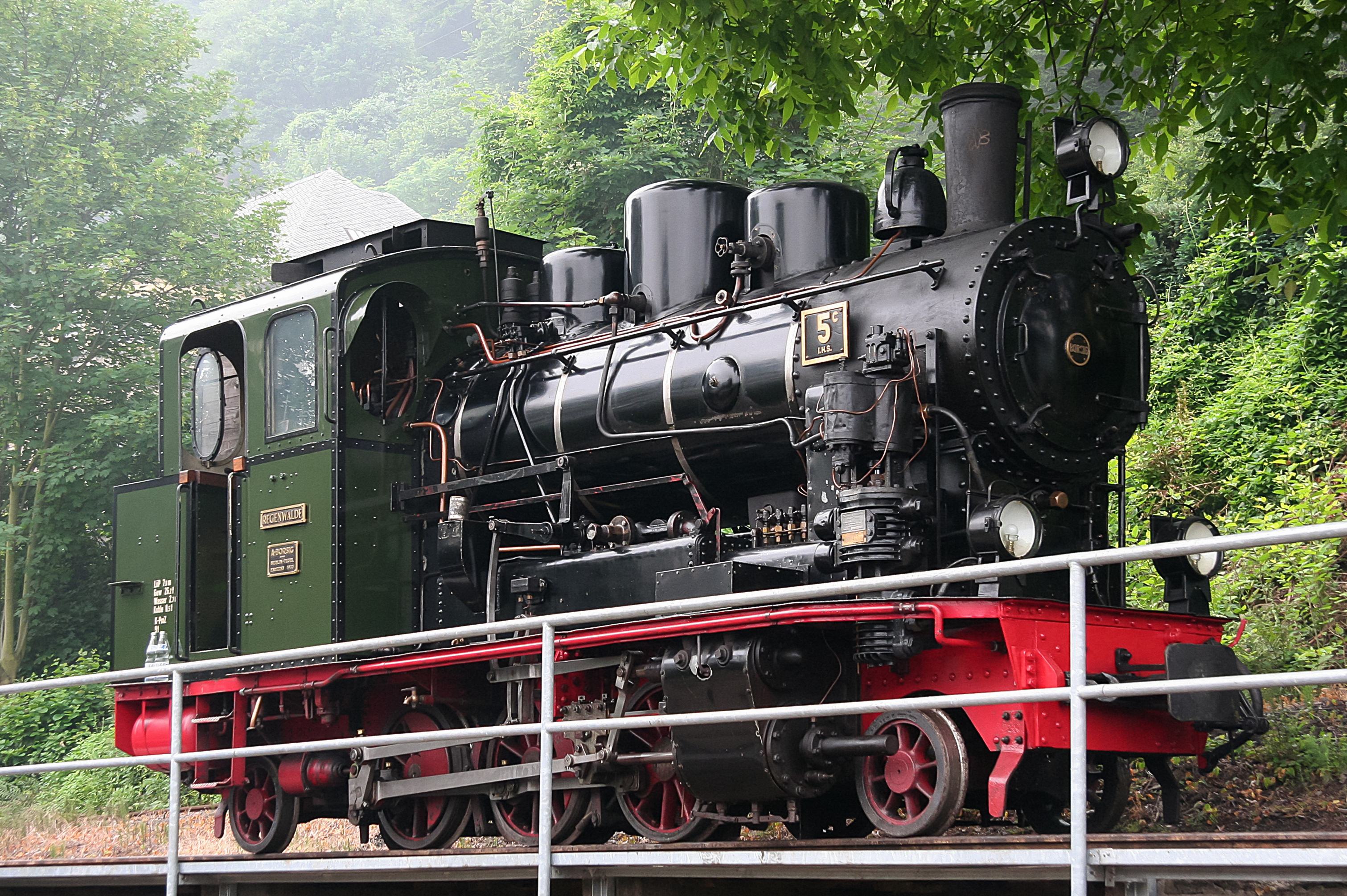
Lokomotive 5^{C}, Baujahr 1930,
im Juni 2007 in Brohl-Lützing

Die Aktionäre der Bahn waren der Kreis Regenwalde sowie der preußische Staat und die Provinz Pommern, in den ersten Jahren auch die Firma Lenz & Co GmbH, die bis 1910 den Betrieb führte. Dann übernahm die Kleinbahnabteilung des Provinzialverbandes diese Aufgabe; ihr folgte 1920 die Vereinigung hinterpommerscher Kleinbahnen GmbH und ab 1936 die Landesbahndirektion Pommern. Mit Wirkung vom 1. Januar 1940 wurden die Regenwalder Kleinbahnen AG ebenso wie ihre Nachbarbahnen ein Teilbetrieb der neu gegründeten Pommerschen Landesbahnen. Damit erhielten sie die Bezeichnung Regenwalder Bahnen und wurden vom Landesbahnamt in Labes verwaltet.
Der Fahrplan für 1914 und 1927 weist täglich jeweils drei Zugpaare von Labes nach Daber und zwei von Regenwalde nach Daber aus, so dass ab Meesow fünf Zugpaare auf der Strecke waren.
In der folgenden Zeit wurde der Verkehr um ein bis zwei Zugpaare erweitert. Im Sommer 1944 gab es auch direkte Züge von Labes nach Regenwalde.
1945 übernahmen die polnischen Staatsbahnen (PKP) die Strecken. Der Verkehr bestand meist aus ein bis zwei Zugpaaren Regenwalde–Daber und Labes–Daber. 1979 gab es nur noch Güterverkehr.
Bis 2001 wurde der Verkehr ganz eingestellt.

## Fahrzeuge
An Fahrzeugen waren 1939 vier Dampflokomotiven und zwei Triebwagen vorhanden, ferner sechs Personenwagen, ein Pack- und 79 Güterwagen.
1939 und 1940 wurden zwei Triebwagen von der Waggonfabrik Wismar geliefert, erst den vierachsigen T 1, mit der Werknummer 21124, dann den zweiachsigen T 2 mit der Werknummer 21133. Bis heute erhalten ist die 1930 beschaffte Lok 5C, die bei der Selfkantbahn in Betrieb steht, sowie die O-Wagen 219, 220, 223 und 224, die seit 2017 vom niederländischen Kleinbaan Service betriebsbereit aufgearbeitet wurden.